# .rw
.rw – domena internetowa przypisana od roku 1996 do Rwandy i administrowana przez RICTA.

## Domeny drugiego poziomu
- co.rw - organizacje biznesowe i komercyjne
- org.rw - organizacje not-for-profit
- net.rw - dostawcy sieci
- ac.rw - uczelnie
- gov.rw - strony rządowe
- mil.rw - wojsko
- coop.rw - spółdzielnie
- ltd.rw - spółki z ograniczoną odpowiedzialnością